# Лёгкая атлетика на летних Олимпийских играх 1904 — метание молота
Соревнования по метанию молота среди мужчин на летних Олимпийских играх 1904 прошли 29 августа. Приняли участие шесть спортсменов из одной страны.

## Призёры
| Золото            | Серебро         | Бронза         |
| Джон Флэнаган США | Джон Деуитт США | Ральф Роуз США |

## Рекорды
| Мировой рекорд     | Официального рекорда не было до 17 августа 1913 года | —       |                |              |  |
| Олимпийский рекорд | Джон Флэнаган (USA)                                  | 51,01 м | Париж, Франция | 16 июля 1900 |  |

## Соревнование

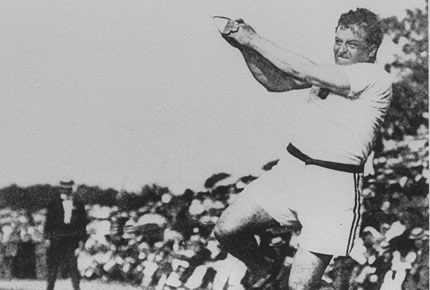
Джон Флэнаган во время метания молота

| Место | Спортсмен             | Результат  |
| ----- | --------------------- | ---------- |
| 1     | Джон Флэнаган (USA)   | 51,23 м OR |
| 2     | Джон Деуитт (USA)     | 50,26 м    |
| 3     | Ральф Роуз (USA)      | 45,73 м    |
| 4     | Чарльз Шэдвик (USA)   | 42,78 м    |
| 5     | Джеймс Митчелл (USA)  | Неизвестен |
| 6     | Альберт Джонсон (USA) | Неизвестен |